# みさきゆう
みさき ゆう（1980年6月23日 - ）は、元モデル、元タレント。ヴィズミックモデルエージェンシー、LesProsを経てスターダストプロモーションに所属していた。中華人民共和国・北京市生まれ、愛知県・名古屋市育ち。

## 来歴・人物
旧名岬たか子、さらに以前は岬貴子で活動。身長168 cm、スリーサイズはB85（F） W59 H85。特技には中国語、日中同時通訳等がある。
中国人と日本人のハーフ。12歳の頃に日本に移住。高校在学中の1997年10月、1998年の旭化成水着キャンペーンガールに応募総数2千名の中から選ばれた。以後も雑誌やテレビなどのモデルのほか、女優としても活動していた。
同名（同音）の美崎悠という女優がいるが別人である。
アマチュアビリヤードリーグJPA(Japan poolplayers Association)に2007年2月～数々のトーナメントを勝ち抜き、2008年6月に開催された「APA National Team Champion Ship」にて日本代表として世界大会出場。
現在スターダストのHPからプロフィールは削除されている。

## 出演

### テレビ
- 正三郎の部屋（2003年4月 - 12月、TBS）
- 虎の門（2004年98代目＆2007年148代目MC・テレビ朝日）
- 恋するハニカミ!（2005年1月 - 12月・TBS）
- めざましテレビ「早耳トレンドNo.1」（2005年3月～9月・フジテレビ）
- BODY（2005年6月 - 9月、TBS）
- 東京カワイイ★TV（2010年5月 - 12月、NHK総合）

### ドラマ
- 日中合作スペシャルドラマ「LONG LOVE」（2001年）
- 美少女戦士セーラームーン（2003年、CBC）
- マザー&ラヴァー 第5話（2004年11月5日、関西テレビ）
- ディビジョン1 ステージ7『東京ミチカ』（2004年・フジテレビ）
- 危険なアネキ（2005年・フジテレビ）
- 不信のとき〜ウーマン・ウォーズ〜（2006年・フジテレビ）
- 美貌のメス 脳神経外科医・津山慶子（2007年、日本テレビ 火曜ドラマゴールド）
- 猿ロック(2009年・読売テレビ)
- ニュース速報は流れた（2009年-2010年、フジテレビワンツーネクスト）
- 東野圭吾 幻夜 (2010年11月21日-2011年1月16日、WOWOW) - 畑山彰子 役

### 映画
- 「渋谷怪談2」（2004年）
- 「東京フレンズ The Movie」（2006年）
- 「LOVEDEATH」（2007年）

### CM
- 日本メナード化粧品「健康人生」（2000年～2001年）
- ワコール「ウィング・ナチュラルアップブラ」（2000年）
- J-PHONE東海（2001年）
- 富士フイルム「FinePix」（2002年）
- ワコール「感じるブラ&ショーツ」、「シャキッとブラ&ショーツ」（2004年）
- ファイザー「リステリン」（2005年）

## 写真集
- 1st写真集「STREAM」（1998年・TIS）
- 2nd写真集「fleur」（2001年・ビクターブックス）
- 「新～ARATA～」（2003年・シンコーミュージック）

## Video&DVD
- 「fleur」（2001年・ケイエスエス）
- 「BORDER」（2004年・ラインコミュニケーションズ）
- 「東京フレンズ」（2005年・avex、フジテレビ）笹川佳恵役

## その他
- 旭化成水着キャンペーンガール（1998年）
- キリンビールキャンペーンガール（2001年）